# W deszczowy dzień w Nowym Jorku
W deszczowy dzień w Nowym Jorku (ang. A Rainy Day in New York) – komedia romantyczna Woody'ego Allena z 2019 roku z Timothée Chalametem i Elle Fanning w rolach głównych.

## Fabuła
Akcja filmu rozgrywa się w Nowym Jorku. Gatsby zabiera swoją dziewczynę Ashleigh na weekend do rodzinnego miasta. Dziewczyna ma przeprowadzić wywiad ze znanym filmowcem. Przy okazji postanawiają powłóczyć się po metropolii i zjeść razem kolację. Ich plany ulegają jednak zmianie, gdy okazuje się, że Ashleigh zostaje zaproszona na prywatny pokaz najnowszego filmu swojego rozmówcy. Gatsby zostaje pozostawiony samemu sobie. Jednak piękna Shannon, spotkana przypadkowo młodsza siostra jego byłej dziewczyny spędza z nim cały dzień. 

## Obsada
W filmie wystąpili, m.in.:
- Timothée Chalamet jako Gatsby Welles
- Elle Fanning jako Ashleigh Enright
- Selena Gomez jako Shannon Tyrell
- Jude Law jako Ted Davidoff
- Diego Luna jako Francisco Vega
- Liev Schreiber jako Roland Pollard
- Kelly Rohrbach jako Terry
- Annaleigh Ashford jako Lily
- Rebecca Hall jako Connie Davidoff
- Vale Gray jako Josh Tyrell
- Cherry Jones jako Mrs. Welles
- Will Rogers jako Hunter Welles
- Suki Waterhouse jako Tiffany
- Ben Warheit jako Alvin Troller
- Griffin Newman jako Josh Loomis
- Kathryn Leigh Scott jako Wanda
- Don Stephenson jako Bemelmans

## Premiera
Film ukończony został już w 2018 roku. Amazon Studios, mające dystrybuować obraz, zerwało współpracę z reżyserem, po tym jak jego córka Dylan Farrow oskarżyła ojca o molestowanie. Pierwszym krajem, w którym film Allena wszedł do szerokiej dystrybucji, była Polska. Premierowe pokazy odbyły się 26 lipca 2019 roku.